# Jean Escarra
Pour les articles homonymes, voir Escarra.
Jean Escarra, né le 10 avril 1885 à Paris 8e et mort le 14 août 1955 à Paris 8e, est un juriste français, professeur à la Faculté de droit de Paris, conseiller du gouvernement chinois.

## Biographie

### Jeunesse et études
Jean Escarra suit des études de droit.

### Parcours professionnel
Jean Escarra a été professeur à la faculté de droit de Paris et fut chargé de cours à l’Institut des hautes études chinoises. Il a été conseiller du Gouvernement chinois et participa à la réforme du droit chinois sous la République de Chine, à l'instigation de Tchang Kaï-chek dont il fut le conseiller. Cette réforme aboutira à six codes qui furent abolis en 1949 par Mao Zedong.
Pendant le Front populaire, il est co-auteur d'un ouvrage s'opposant à la réforme du droit d'auteur du ministre Jean Zay et à la suppression de la propriété littéraire et artistique. 
Membre actif du Groupe de Haute Montagne, il organisa la participation française à la conquête des plus hauts sommets, l'expédition dans le Caucase en 1934 et l'expédition française en Himalaya de 1936. 
Il rallie la France libre début 1941. Il envoie un long mémorandum à René Pléven exposant son point de vue sur le rapport entre la France libre et le Congrès juif mondial en 15 points. Il s’oppose à la suppression des discriminations antijuives au prétexte que « la mentalité israélite est prompte à s’emparer de toute marque de sympathie pour s’en faire un titre à des exigences sans cesse croissantes » et redoute « la mainmise totale des Juifs sur notre mouvement ». Il sera chargé des relations diplomatiques entre la  France libre et la Chine nationaliste mais n'arrivera pas pour autant à faire reconnaître ce régime comme unique interlocuteur de la France pendant le conflit, même après la rupture officielle  des relations avec Vichy.
En août 1944, il est nommé président de la commission de la propriété intellectuelle, dite « commission Escarra », chargée de réaliser une nouvelle législation sur le droit d'auteur qui sera à l'origine de la loi du 11 mars 1957 sur la propriété littéraire et artistique.
Il enseigne à l'Institut d'études politiques de Paris.
Il était le frère d'Édouard Escarra, qui fut président du Crédit Lyonnais.

## Œuvres
- La Chine et le droit international, éditions A. Pedone, 1931.
- Principes de droit commercial, 1934, avec la collaboration d'Édouard Escarra et Jean Rault.
- Le Droit Chinois - Conception et évolution, Sirey, 1936[6].
- La Chine - Passé et Présent, Armand Colin, 1937, prix Thérouanne en 1938[7].
- La Doctrine française du droit d’auteur, en collaboration avec François Hepp et Jean Rault, 1937.
- Karakoram : Expédition française en Himalaya, en collaboration avec Henry de Segogne et Louis Neltner, 1938.
- L'Honorable Paix Japonaise, éditions Bernard Grasset, 1938.
- Les institutions de la Chine, avec Henri Maspero, Presses Universitaires de France, 1952[8].

## Sources
- Nécrologie : Jean Escarra (1885-1955), T'oung Pao 44 (1956), p. 304-310